# Ференц Мюнніх
Ференц Мюнніх (угор. Münnich Ferenc; 18 листопада 1886, Шерегейєше — 29 листопада 1967, Будапешт) — угорський державний діяч, Голова Ради Міністрів Угорської Народної Республіки (1958-1961).

## Біографія
У 1914 призваний в австро-угорську армію.
Незабаром емігрував до Австрії, потім був в Чехословаччині та Німеччині, де вів революційну роботу серед трудящих.
Брав участь в Громадянській війні в Іспанії 1936—1939. Був комісаром батальйону Ракоші 13-ї інтернаціональної бригади.
Під час Німецько-радянської війни брав участь в боях під Сталінградом.
Після 1945 в Угорщині був призначений начальником поліції Будапешта. У 1949-1951 — посланник УНР в Фінляндії, в 1951-1954 — посол в Болгарії. У вересні 1954 — серпні 1956 — посол в СРСР. У серпні-листопаді 1956 — посол в Югославії.
На початку листопада 1956, в період боротьби проти повстання в Угорщині брав участь в створенні Угорського революційного робітничо-селянського уряду. У 1956 — міністр внутрішніх справ УНР. У лютому 1957 — січні 1958 — міністр оборони УНР. У 1958-1961 — голова ради міністрів Угорської Народної Республіки.
Мюнніх зображений на угорській поштовій марці 1986.